# Desembocadura de la riera de Riudecanyes
La desembocadura de la riera de Riudecanyes, és una zona humida al tram final de la riera de Riudecanyes, que fa de partió entre els municipis de Cambrils i de Mont-roig del Camp. L'espai ocupa una superfície d'aproximadament 8,5 hectàrees on s'hi localitza la típica llacuna de rambla mediterrània que presenta una salinitat variable en funció de les llevantades, la infiltració d'aigua marina (salinitat màxima) o els episodis plujosos (salinitat mínima).
La vegetació de la zona està constituïda per un petit retall d'albereda (hàbitat d'interès comunitari, codi 92A0) de port arbustiu, i tamarigar (hàbitat d'interès comunitari, codi 92D0). Altres comunitats són les joncedes de Scirpus holoschoenus i S. lacustris, i els herbassars de Cynodon dactylon.
La seva situació, a la costa catalana, fa que el potencial faunístic, especialment durant els passos migradors, sigui molt elevat.
Els impactes que limiten el potencial de la zona són la total urbanització del marge esquerre de la riera (municipi de Cambrils) i l'elevada presència humana amb els problemes que sovint porta associat (deixalles, ruderalització, etc). El marge dret de la desembocadura (terme de Mont-roig del Camp), presenta un estat molt més natural i caldria evitar-ne la urbanització.